# Třetí železniční koridor

Mapa třetího železničního koridoru

III. tranzitní železniční koridor je název pro hlavní dálkový železniční tah mezi Mosty u Jablunkova a Chebem v České republice. Koridor prochází po následujících tratích Správy železnic: (Čadca ŽSR –127) Mosty u Jablunkova – Bohumín (v jízdním řádu pro cestující část tratě 320); Bohumín – Olomouc (trať 271); Přerov – Česká Třebová (trať 270 a 019 Česká Třebová – Pardubice – Praha (tratě 010 a 011); a Praha – Plzeň – Cheb (– Schirnding Německo) (tratě 170, 171, 178, 179). Koridor je v plné délce součástí sítě TEN-T. III. železniční koridor představuje kromě významného vnitrostátního spojení také tranzitní spojení Slovenska (Žilina) s Bavorskem (Norimberk). Celková délka koridorové tratě je 665 km. 

## Příprava a průběh staveb

### Praha hlavní nádraží – Praha–Smíchov
V červnu 2016 byly zahájeny přípravné projekční práce pro úsek Smíchov – Praha hl. n. S cenou 29 mil. Kč zvítězil SUDOP Praha (15. 12. 2016). Součástí je i nová zastávka Praha-Výtoň. Od 11. 12. 2016 byla zrušena zastávka Praha-Smíchov – Na Knížecí na trati 122 pro linku S 65 – staveniště Sekyra Group.[zdroj?]
Aktuální[kdy?] termín dokončení výstavby 3. TŽK až k jižnímu portálu 1. vinohradského tunelu byl opět odložen, nejdříve na rok 2030. Ovšem vinohradské tunely a celé jižní zhlaví žst. Praha hl. n. bude hotovo nejdříve v roce 2033. V letech 2023–2027 se plánuje úsek Smíchov (včetně) – Praha hl. n. (mimo), rekonstrukce smíchovského nádraží a vyšehradského železničního mostu.
Začátek výstavby Smíchov – Vyšehrad se posunul až na rok 2026. Nová přístavba žel. mostu (dvojče) pro ztrojkolejnění měla být zahájena rovněž v roce 2026. Konstrukce mostu pod Vyšehradem je však podle nejnovějšího posudku Kloknerova ústavu ve velmi špatném stavu. Ocel nesnáší dynamické zatížení a vyžaduje zahájení oprav nejpozději do 5 let. Kamenné pilíře jsou v uspokojivém stavu, životnost po opravě bude max. 30 let. Jednodušší by bylo zkorodovanou konstrukci rozebrat a nahradit totožnou replikou z nového materiálu. Kloknerův ústav ČVUT měl vypracovat ještě oponentní posudek s cílem zachovat původní nýtovanou konstrukci podle rakouského vzoru – mostu přes Dunaj.[zdroj?]
22. listopadu 2022 bylo sice rozhodnuto o vítězné variantě návrhu mostu – nová lanová konstrukce v obloucích na původních pilířích, 3 koleje a bezbariérový přístup ze všech stran, nová přestupní stanice Praha-Výtoň s vazbou na MHD, rozhodnutí výběrové komise však bylo i v dubnu 2023 neustále zpochybňováno památkáři a různými iniciativami. Rekonstrukce původního mostu proběhne nejdříve v letech 2028–2031 po dobu 20 měsíců, pokud nebude rozhodnuto jinak.[zdroj?]

### Praha–Smíchov
Od roku 2017 začala přípravnými pracemi kompletní rekonstrukce interiéru nádraží Praha-Smíchov, zaměřená také na nevyužívané komerční prostory. Začalo se výměnou všech oken a dveří a opravou topení.[zdroj?]
Ve 2. pololetí roku 2023 měly začít přípravné práce na společném nádraží snesením starého kolejiště a v 1. polovině 2024 měla být zahájena hlavní velká rekonstrukce stanice – nejdříve nová lávka do Radlic (posun blíže k budově nádraží), poté kolejiště, nástupiště, podchody (eskalátory + výtahy), nové 4. nástupiště a na střeše autobusové nádraží Dobříšská. V průběhu výstavby kolejiště má být zároveň modernizována a dostavěna výpravní budova, termín dokončení souboru staveb byl stanoven na prosinec 2027.[zdroj?]

### Tunel Praha–Beroun
Koncem roku 2019 bylo rozhodnuto o konečné variantě tunelu Praha–Beroun pro dálkovou a nákladní dopravu: 24,7 km dlouhý Tachlovický (nyní nově Berounský) tunel (Zlíchov – Svatý Jan). Nákladní doprava má být vedena po dvojkolejném Branickém mostu rychlostí min. 120 km/h a připojena odbočným tunelem. Expresní osobní doprava rychlostí 200 km/h zkrátí cestu do Plzně. V roce 2038 má být postaven provizorní sjezd z tunelu do Berouna. V budoucnosti však má být vybudována nová VRT dále z Berouna až do Plzně. Stará trať přes Řevnice zůstane pouze pro osobní příměstskou dopravu.[zdroj?]
25. listopadu 2019 byla schválena studie proveditelnosti nové tratě ve variantě C-1 Zlíchov – Svatý Jan, včetně připojení Branického mostu odbočným tunelem. Budou budovány dva jednokolejné tunely pro rychlost max. 200 km/h. Předpoklad zahájení výstavby je v roce 2028, dokončení v roce 2038. Celková délka včetně odbočného tunelu bude přibližně 26,5 km.[zdroj?]

### Branický most
Od 1. července 2023 probíhaly úpravy Branického mostu pro zkapacitnění. To zahrnuje zdvojkolejnění – pokládku nové (1.) traťové koleje až do Krče, sanaci pilířů spodní stavby, opravu betonové mostovky a oblouků, protihlukové stěny v obytné zóně, úpravu geometrické polohy koleje a oprava odvodnění kolejiště. Chuchelský tunel samotný má zatím zůstat jednokolejný, bez stavebních úprav, pouze s modernizovaným zabezpečovacím zařízením pro zvýšení propustnosti tratě.[zdroj?]

### Praha–Beroun
V červnu 2016 byly zahájeny přípravné projekční práce pro úsek Smíchov – Praha hl. n. S cenou 29 mil. Kč zvítězil SUDOP Praha (15. 12. 2016). Součástí je i nová zastávka Praha-Výtoň. Od 11. 12. 2016 byla zrušena zastávka Praha-Smíchov – Na Knížecí na trati 122 pro linku S 65 – staveniště Sekyra Group.[zdroj?]
V letech 2019–2022 bylo dokončeno posouzení vlivů na životní prostředí (EIA) celého úseku stavby od Praha-Radotín – Beroun (mimo), který prochází Chráněnou krajinnou oblastí Český kras, včetně projednávání s dotčenými subjekty. Projektovalo se mimoúrovňové křížení se silnicí II/115 v Černošicích.[zdroj?]
Pokračovala[kdy?] stavba Smíchov (mimo) od km 1,805 – Radotín (včetně) do km 10,561 (výměna mostu a jeho rozšíření pro 2+1 kolej. Střední část mostu je dostatečně široká i pro možnou čtvrtou kolej, původně plánovanou pro zastávku Radotín sídliště nebo pro zkrácenou variantu tunelu do Berouna. Obě předpolí mostu je možno v případě potřeby též rozšířit. Ještě v září 2022 byla zahájena nová přístavba výpravní budovy v Radotíně, směrem na Beroun, s předpokladem dokončení v listopadu 2023.[zdroj?]
Mimoúrovňová křižovatka Velká Chuchle nahradí velmi vytížený úrovňový přejezd P261 vedle závodiště. Výstavba nadjezdu Nad drahou má probíhat v letech 2025-2027.[zdroj?]
21. listopadu 2023 byla zahájena stavba Beroun (mimo) - Karlštejn (mimo). Dokončena má být do konce roku 2025. V srpnu 2024 byl opět odsunut termín stavby Optimalizace odbočka Berounka (mimo) - Černošice - hradlo Kosoř - Radotín (2026–2030).[zdroj?] Bude vybudován nadjezd silnice II/115 v Karlické ulici v Radotíně (Staňkovka), který nahradí přejezd P263.[zdroj?] Současně bude provedena i sousední stavba 14,9 km Optimalizace Karlštejn (včetně) - odbočka Berounka (včetně velkého mostu přes Berounku). Také v roce 2026-2030. 
Úsek Beroun (mimo) – Karlštejn (mimo) vyprojektoval Metroprojekt a stavba byla zahájena 21. listopadu 2023. V úseku byla nejdříve v roce 2024 vložena odbočka Lom.[zdroj?] Výstavba je zkrácena o 8 měsíců, takže bude dokončena koncem roku 2025.

### Beroun–Plzeň
23. srpna 2016 skončilo výběrové řízení na zhotovitele stavby Beroun (včetně) – Králův Dvůr (lhůta výstavby 32 měsíců – červenec 2019). Zvítězila Společnost Beroun v čele s Eurovií CS, další účastníci Subterra, GJW Praha a OHL ŽS, vítězná cena 1 818 000 000 Kč. Hlavní práce byly zahájeny v únoru 2017 a dne 17. března 2017 proběhlo slavnostní zahájení stavby.[zdroj?]
Začátkem září 2019 byla dokončena demolice nádražní budovy Králův Dvůr. Slavnostní ukončení stavby Králův Dvůr - Beroun proběhlo 23. června 2021.[zdroj?]
Ražba tunelu Ejpovice byla zpožděna z důvodů geologie: prameny spodní vody, a tvrdosti hornin: břidlice, spilit. Ražená část tunelů – jižní 4020 m, severní 4045 m. Slavnostní prorážka štítu masivem na povrch – 4100 m jižního tubusu v Doubravce – proběhla 7. 6. 2016 v 11:15 hod., posledních 50 m lavicí do plného profilu dokončeno 11. června 2016 (v 15:06) v Plzni-Doubravce. Severní tubus délky 4176 m se začal razit opět od Kyšic 27. září 2016, od prvních metrů se znovu narazilo silné prameny spodní vody. V březnu 2017 začala ražba – odstřel pro celkem 8 únikových spojek mezi tubusy. Slavnostní ukončení ražby delšího severního tunelu (50 m lavicí) proběhlo 7. října 2017 (v 11:20) opět v Doubravce.[zdroj?]
V úterý 6. listopadu 2018 projel tunelem v severní troubě první neveřejný vlak v souvislosti s cvičením Integrovaného záchranného systému. Jižní tunel byl otevřen v pátek 16. listopadu 2018, s cestujícími po desáté hodině, severní tunel 7. prosince 2018. První pravidelné vlaky oběma tubusy projely 9. prosince roku 2018. Zkušební provoz byl povolen do 31. proince 2019, zpočátku se sníženou rychlostí do 50 km/h, postupně až 160 km/h. V roce 2019 se testovala i max. konstrukční rychlost 200 km/h. Celková konečná cena dosáhla 6,783 miliard Kč.[zdroj?]

### Uzel Plzeň
5. října 2017 byla slavnostně ukončena 1. stavba uzlu Plzeň, přestavba pražského zhlaví.[zdroj?]
1. prosince 2016 začala 2. stavba na osobním nádraží, od 23. 1. 2017 v souvislosti s přestavbou mostů přes Mikulášskou ulici začaly změny v MHD Plzeň. Potvrzená celková doba realizace je 12/2016 – 12/2019 (tisková zpráva SŽDC). Ukončení prací na jižním mostu se předpokládalo během léta 2018, zprovoznění Mikulášské ulice pro veřejnost proběhlo 1. září 2018.[zdroj?]
18. dubna 2017 vstoupila rekonstrukce uzlu Plzeň do druhé poloviny. Stará konstrukce severního mostu byla kompletně snesena 19. dubna. Následně proběhla výstavba nových pilířů. Nový, rozšířený severní most je otevřen od 8. prosince 2017, zatěžovací zkoušky proběhly dne 4. prosinec 2017. Od pondělí 19. února 2018 probíhalo bourání, sešrotování a poté výstavba nového, menšího mostu jižního.[zdroj?]
17. prosince 2017 skončilo výběrové řízení na zhotovitele třetí stavby – přesmyk domažlické tratě. Zvítězilo sdružení Swietelsky Uzel Plzeň. Stavba byla zahájena 4. dubna 2018 a dokončena měla být v říjnu 2019. Měla být zřízena nová dvojkolejná zastávka Skvrňany. 27. června 2018 o půlnoci skončila čtyřměsíční výluka domažlické tratě vytvořením provizorní přeložky. Ta v délce 700 m v nové stopě umožnila další pokračování prací, které měly probíhat až do listopadu 2019.[zdroj?]

### Uzel Ostrava
Byla schválena[kdy?] studie proveditelnosti uzlu Ostrava s realizací stavby 2028–2034.[zdroj?]

### Bohumín–Čadca
Stavba Český Těšín – Dětmarovice obdržela stavební povolení 16. 5. 2017. Stavba byla zahájena 11. srpna 2017.
V úseku Dětmarovice – Karviná byla dokončena[kdy?] stavba mostu přes řeku Olši a v žst. Karviná skončily[kdy?] výluky vyvolané úpravami a modernizací zabezpečovacího zařízení. 15. října 2018 obnoven v úseku Český Těšín – Chotěbuz provoz ve všech třech kolejích. 26. října 2018 byla dokončena rekonstrukce zastávky Chotěbuz (informační systém, nové přístřešky a výtahy pro cestující, podchod). V žst. Louky nad Olší bylo dokončeno těšínské i karvinské zhlaví a byla vybudována nástupiště pro cestující.[zdroj?]
V poddolovaném úseku Karviná – Louky nad Olší (cca 5,5 km od žkm 331,62 ke žkm 326,2) se smodernizací počítá až v roce 2038 (nyní[kdy?] pro tento úsek zůstává rychlost 50 km/h). Příčinou je těžba černého uhlí a vytrvalý pokles terénu.[zdroj?]

### Úseky koridoru postavené na rychlost 160 km/h

#### Pro běžné soupravy
- Bystřice n. Olší – Třinec přednádraží, 5 km
- Louky nad Olší (žkm 326) – Český Těšín (od žkm 321,82) (150 km/h), 5 km
- výhybna Dluhonice – Olomouc, 16 km
- Olomouc přednádraží – dva oblouky před stanicí Moravičany (60,594 km), 23 km
- Mohelnice – Zábřeh mimo průjezd stanicí Lukavice na Moravě (150 km/h), 14,5 km
- Krasíkov – Rudoltice v Čechách, 8 km

#### Pro vlaky s naklápěcími soupravami
- Olomouc přednádraží – Zábřeh, 42 km
- Hoštejn – Třebovice v Čechách mimo průjezd stanicí Krasíkov (150 km/h), 21 km
- Dětmarovice (žkm 339,8) – Český Těšín (od žkm 333,1), 6,5 km
- Louky nad Olší (žkm 326,2) – Český Těšín (od žkm 321,82), 4,5 km

V těchto seznamech nejsou uvedeny úseky obsažené v prvním železničním koridoru (trať Praha – Česká Třebová) ani v druhém železničním koridoru (trať Přerov–Dětmarovice). 

### Úseky s velmi sníženými rychlostmi
- kratší úseky na trati Beroun – Praha
- průjezd Prahou (Praha-Smíchov – Praha hl. n.) 20–80 km/h (úsek asi 4 km)
- průjezd nádražím Česká Třebová 60 km/h (úsek asi 1,2 km)
- průjezd Ostravou 80 km/h (most přes Odru 60 km/h)
- průjezd Karvinou (Darkov – Louky nad Olší) 50 km/h

### Přehled úseků
| úsek                                                                  | délka   | zahájení výstavby   | uvedení do provozu  |
| --------------------------------------------------------------------- | ------- | ------------------- | ------------------- |
| (Schirnding DB–) st. hr. Německa – Cheb (mimo) – 1. stavba            | 9,6 km  | 2014                | 2015                |
| Uzel Cheb                                                             | 3,0 km  | 2018                | 2020                |
| Cheb (mimo) – Planá u Mariánských Lázní (mimo)                        | 39,8 km | 2007                | 2010                |
| Planá u Mariánských Lázní (včetně) – Stříbro (včetně)                 | 38,8 km | 2008                | 2011                |
| Stříbro (mimo) – Plzeň (mimo)                                         | 30,1 km | 2006                | 2008                |
| Průjezd uzlem Plzeň ve směru III. koridoru                            | 3,7 km  | 2011                | 2014                |
| Uzel Plzeň; 1. stavba                                                 | 3,7 km  | 2014                | 2017                |
| Uzel Plzeň; 2. stavba                                                 | 3,7 km  | 2016                | 2019                |
| Uzel Plzeň; 3. stavba                                                 | 3,7 km  | 2018                | 2020                |
| Plzeň (mimo) – Rokycany (mimo)                                        | 20,2 km | 2013                | 2018                |
| Rokycany (včetně) – Zbiroh (včetně)                                   | 21,2 km | 2009                | 2013                |
| Zbiroh (mimo) – Popovice (včetně)                                     | 24,1 km | 2008                | 2012                |
| Králův Dvůr (včetně) – Beroun (včetně)                                | 5,9 km  | 2017                | 2021                |
| Beroun (mimo) – Karlštejn (mimo)                                      | 6,6 km  | 21.11.2023          | plánováno 12/2025   |
| Karlštejn (včetně) – Odb. Berounka (včetně)                           | 14,9 km | plánováno 2026      | plánováno 2030      |
| Odb. Berounka (mimo) – Černošice (včetně) - Praha-Radotín (mimo)      | 5,6 km  | plánováno 2026      | plánováno 2030      |
| Praha-Radotín (včetně) – Praha-Smíchov (mimo)                         | 8,8 km  | 2019 (2025 nadjezd) | 2023 (2027 nadjezd) |
| Žst. Praha-Smíchov                                                    | 1,5 km  | 02/2024             | plánováno 2028      |
| Železniční mosty pod Vyšehradem                                       | 0,5 km  | plánováno 2028      | plánováno 2031      |
| Praha-Vyšehrad (včetně) - Praha hl. n. (mimo)                         | 2,3 km  | plánováno 2027      | plánováno 2029      |
| Vinohradské tunely                                                    | 1150 m  | plánováno 2026      | plánováno 2033      |
| Praha hl. n. (částečně) – Praha-Libeň (mimo)                          | 5 km    | 2004                | 2008                |
| Praha-Libeň (částečně) – Praha-Běchovice (včetně)                     | 9,7 km  | 2006                | 2011                |
| Praha-Běchovice (mimo) – Úvaly (včetně)                               | 9 km    | 2013                | 2016                |
| Úvaly (mimo) – Poříčany (mimo)                                        | 15,1 km | 1993                | 1996                |
| Žst. Poříčany                                                         | 2,5 km  | 1994                | 1997                |
| Poříčany (mimo) – Kolín zastávka                                      | 19,7 km | 1997 (2020)         | 1999 (01/2023)      |
| Kolín zastávka – Kolín dílny (uzel Kolín)                             | 5,5 km  | 2006                | 2010                |
| Kolín dílny – Záboří nad Labem (mimo)                                 | 5,7 km  | 2000                | 2002                |
| Záboří nad Labem (včetně) – Přelouč (mimo)                            | 18,6 km | 2002                | 2004                |
| Žst. Přelouč                                                          | 2,6 km  | 1997                | 1998                |
| Přelouč (mimo) – Pardubice (mimo)                                     | 10,3 km | 1999                | 2000                |
| Uzel Pardubice                                                        | 2,4 km  | 2020                | 2024                |
| Pardubice (mimo) – Uhersko (mimo)                                     | 16,9 km | 1999                | 2001                |
| Uhersko (včetně) – Choceň (mimo)                                      | 15,7 km | 1993 (2029)         | 1996 (2031)         |
| Uzel Choceň                                                           | 2,5 km  | 2003                | 2005                |
| Choceň (mimo) – Brandýs nad Orlicí (mimo)                             | 2,6 km  | 2002                | 2002                |
| Brandýs nad Orlicí (včetně) – Ústí nad Orlicí (mimo)                  | 9,7 km  | 30.4.2021           | 30.6.2023           |
| Uzel Ústí nad Orlicí                                                  | 1,5 km  | 2013                | 2016                |
| Ústí nad Orlicí (mimo) – Česká Třebová (mimo)                         | 6,3 km  | 2002                | 2004                |
| Uzel Česká Třebová                                                    | 5,4 km  | 12/2024             | plánováno 2031      |
| Česká Třebová (mimo) – Krasíkov (včetně)                              | 22,6 km | 2002                | 2005                |
| Krasíkov (mimo) – Zábřeh na Moravě (včetně)                           | 13,2 km | 2004                | 2006                |
| Zábřeh na Moravě (mimo) – Červenka (včetně)                           | 24,2 km | 2005                | 2008                |
| Červenka (mimo) – Olomouc (mimo)                                      | 16,3 km | 2002                | 2005                |
| Uzel Olomouc                                                          | 4 km    | 2013                | 2016                |
| Olomouc (mimo) – Grygov (mimo)                                        | 5,0 km  | 2004                | 2005                |
| Grygov (včetně) – Přerov (mimo)                                       | 2,6 km  | 2005                | 2007                |
| Uzel Přerov; 1. stavba                                                | 4,5 km  | 2009                | 2014                |
| Uzel Přerov; 2. stavba                                                | 4,5 km  | 04/2019             | 2023                |
| Uzel Přerov; 3. stavba                                                | 4,5 km  | plánováno 2026      | plánováno 2028      |
| Přerov (mimo) – Hranice na Moravě (včetně)                            | 28,4 km | 1999                | 2002                |
| Hranice na Moravě (mimo) – Studénka (včetně)                          | 33,5 km | 2001 (01/2025)      | 2004 (12/2027)      |
| Studénka (mimo) – Ostrava hl. n. (mimo)                               | 17,1 km | 2001                | 2003                |
| Uzel Ostrava                                                          | 4,5 km  | plánováno 2028      | plánováno 2034      |
| Ostrava hl. n. (část) – Ostrava-Hrušov                                | 1,5 km  | 2001                | 2003                |
| Ostrava-Hrušov – Bohumín-Vrbice (mimo)                                | 2,6 km  | 2008                | 2009                |
| Bohumín-Vrbice (včetně) – Bohumín (mimo)                              | 2,6 km  | 2001                | 2002                |
| Uzel Bohumín                                                          | 2,9 km  | 2003                | 2005                |
| Bohumín (mimo) – Dětmarovice (včetně) (– Petrovice u Karviné st. hr.) | 15,5 km | 2001 (2020)         | 2002 (2024)         |
| Dětmarovice (včetně) – Český Těšín (mimo)                             | 23 km   | 2017                | 2019                |
| Český Těšín (včetně) – Bystřice nad Olší (mimo)                       | 14 km   | 2009                | 2016                |
| Bystřice nad Olší (včetně) – Mosty u Jablunkova st. hr. (Slovensko)   | 17 km   | 2007                | 2013                |